# Anterrieux
Anterrieux est une commune française située dans le département du Cantal, en région administrative Auvergne-Rhône-Alpes.

## Géographie

### Localisation
La commune est située dans le sud-est du département Cantal. Elle est limitrophe de la Lozère et proche de l'Aveyron.
Elle est située dans le Massif central en Aubrac.

### Communes limitrophes
|                | Maurines                     | Arzenc-d'Apcher (Lozère)       |
| Chaudes-Aigues | Anterrieux                   | Saint-Juéry, Fournels (Lozère) |
| Deux-Verges    | Saint-Rémy-de-Chaudes-Aigues | Chauchailles (Lozère)          |

### Climat
Pour des articles plus généraux, voir Climat d'Auvergne-Rhône-Alpes et Climat du Cantal.
En 2010, le climat de la commune est de type climat des marges montargnardes, selon une étude du CNRS s'appuyant sur une série de données couvrant la période 1971-2000. En 2020, Météo-France publie une typologie des climats de la France métropolitaine dans laquelle la commune est exposée à un climat de montagne ou de marges de montagne et est dans la région climatique Sud-est du Massif Central, caractérisée par une pluviométrie annuelle de 1 000 à 1 500 mm, minimale en été, maximale en automne.
Pour la période 1971-2000, la température annuelle moyenne est de 8,3 °C, avec une amplitude thermique annuelle de 15,3 °C. Le cumul annuel moyen de précipitations est de 1 035 mm, avec 11,3 jours de précipitations en janvier et 7,2 jours en juillet. Pour la période 1991-2020, la température moyenne annuelle observée sur la station météorologique de Météo-France la plus proche, sur la commune de Deux-Verges à 3 km à vol d'oiseau, est de 7,9 °C et le cumul annuel moyen de précipitations est de 1 029,0 mm,. Pour l'avenir, les paramètres climatiques de la commune estimés pour 2050 selon différents scénarios d'émission de gaz à effet de serre sont consultables sur un site dédié publié par Météo-France en novembre 2022.

## Urbanisme

### Typologie
Au 1er janvier 2024, Anterrieux est catégorisée commune rurale à habitat très dispersé, selon la nouvelle grille communale de densité à 7 niveaux définie par l'Insee en 2022.
Elle est située hors unité urbaine et hors attraction des villes,.

### Occupation des sols
L'occupation des sols de la commune, telle qu'elle ressort de la base de données européenne d’occupation biophysique des sols Corine Land Cover (CLC), est marquée par l'importance des territoires agricoles (68,9 % en 2018), en augmentation par rapport à 1990 (66,4 %). La répartition détaillée en 2018 est la suivante : 
prairies (45,1 %), forêts (30,8 %), zones agricoles hétérogènes (23,8 %), milieux à végétation arbustive et/ou herbacée (0,3 %). L'évolution de l’occupation des sols de la commune et de ses infrastructures peut être observée sur les différentes représentations cartographiques du territoire : la carte de Cassini (XVIIIe siècle), la carte d'état-major (1820-1866) et les cartes ou photos aériennes de l'IGN pour la période actuelle (1950 à aujourd'hui).

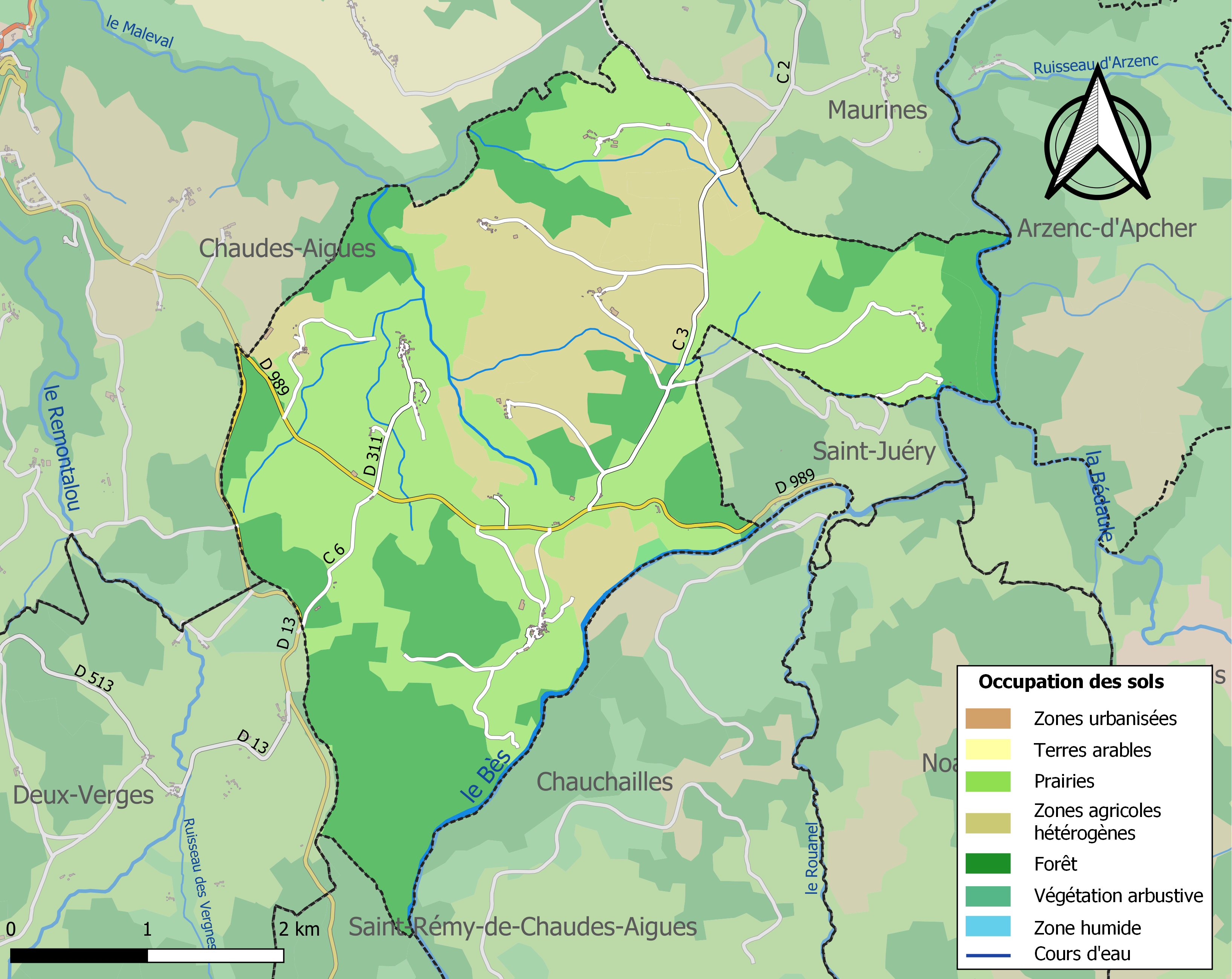
Carte des infrastructures et de l'occupation des sols de la commune en 2018 (CLC).

### Habitat et logement
En 2018, le nombre total de logements dans la commune était de 88, alors qu'il était de 84 en 2013 et de 79 en 2008.
Parmi ces logements, 56 % étaient des résidences principales, 27,8 % des résidences secondaires et 16,2 % des logements vacants. Ces logements étaient pour 97,7 % d'entre eux des maisons individuelles et pour 2,3 % des appartements.
Le tableau ci-dessous présente la typologie des logements à Anterrieux en 2018 en comparaison avec celle du Cantal et de la France entière. Une caractéristique marquante du parc de logements est ainsi une proportion de résidences secondaires et logements occasionnels (27,8 %) supérieure à celle du département (20,4 %) et à celle de la France entière (9,7 %). Concernant le statut d'occupation de ces logements, 81,6 % des habitants de la commune sont propriétaires de leur logement (83,7 % en 2013), contre 70,4 % pour le Cantal et 57,5 pour la France entière.
| Typologie                                               | Anterrieux | Cantal | France entière |
| ------------------------------------------------------- | ---------- | ------ | -------------- |
| Résidences principales (en %)                           | 56         | 67,7   | 82,1           |
| Résidences secondaires et logements occasionnels (en %) | 27,8       | 20,4   | 9,7            |
| Logements vacants (en %)                                | 16,2       | 11,9   | 8,2            |

## Toponymie
Le nom de la localité est attesté sous les formes Inter Rios et Interrivae au XIVe siècle, Anterrioux en 1671.
Selon Ernest Nègre, ce toponyme dérive du latin Inter Rivos (« entre deux ruisseaux »), soit un petit relief ou colline, ou bosse, délimitée par deux petits cours d'eau.

## Histoire
La région fut le théâtre de combats en juin 1944 entre les Maquisards et les troupes des nazis. Ces derniers ont réussi à les repousser dans le réduit de la Truyère où ils les attaquent le 20 juin 1944. La bataille est féroce, le village d'Anterrieux est brûlé et détruit. Après avoir tenu, les 3000 résistants de la 7e compagnie sous les ordres d'Henri Fournier doivent se disperser au bout d'une dizaine d'heures de combat, à cause de la puissance de feu allemande aidée de l'aviation. Plus d'une centaine de maquisards y trouvèrent la mort, ainsi qu'une quinzaine de soldats allemands et une dizaine de civils. Le musée de la Résistance d'Anterrieux met à disposition du public de nombreux témoignages de cette époque.

## Politique et administration

### Découpage territorial
La commune d'Anterrieux est membre de l'intercommunalité Saint-Flour Communauté, un établissement public de coopération intercommunale (EPCI) à fiscalité propre créé le 1er janvier 2017 dont le siège est à Saint-Flour. Ce dernier est par ailleurs membre d'autres groupements intercommunaux.
Sur le plan administratif, elle est rattachée à l'arrondissement de Saint-Flour, à la circonscription administrative de l'État du Cantal et à la région Auvergne-Rhône-Alpes.
Sur le plan électoral, elle dépend du canton de Neuvéglise-sur-Truyère pour l'élection des conseillers départementaux, depuis le redécoupage cantonal de 2014 entré en vigueur en 2015, et de la deuxième circonscription du Cantal  pour les élections législatives, depuis le dernier découpage électoral de 2010.

### Liste des maires
| Période                                  | Période  | Identité        | Étiquette | Qualité           |
| ---------------------------------------- | -------- | --------------- | --------- | ----------------- |
| mars 2001                                | 2020     | Louis Raynal    | DVD       | Retraité agricole |
| 2020                                     | En cours | Marcel Chastang |           |                   |
| Les données manquantes sont à compléter. |          |                 |           |                   |

## Démographie
L'évolution du nombre d'habitants est connue à travers les recensements de la population effectués dans la commune depuis 1793. Pour les communes de moins de 10 000 habitants, une enquête de recensement portant sur toute la population est réalisée tous les cinq ans, les populations de référence des années intermédiaires étant quant à elles estimées par interpolation ou extrapolation. Pour la commune, le premier recensement exhaustif entrant dans le cadre du nouveau dispositif a été réalisé en 2006.

En 2022, la commune comptait 122 habitants, en stagnation par rapport à 2016 (Cantal : −1,08 %, France hors Mayotte : +2,11 %).
| 1793 | 1800 | 1806 | 1821 | 1831 | 1836 | 1841 | 1846 | 1851 |
| ---- | ---- | ---- | ---- | ---- | ---- | ---- | ---- | ---- |
| 454  | 311  | 429  | 342  | 339  | 376  | 302  | 281  | 275  |

| 1856 | 1861 | 1866 | 1872 | 1876 | 1881 | 1886 | 1891 | 1896 |
| ---- | ---- | ---- | ---- | ---- | ---- | ---- | ---- | ---- |
| 278  | 293  | 245  | 246  | 208  | 239  | 248  | 228  | 211  |

| 1901 | 1906 | 1911 | 1921 | 1926 | 1931 | 1936 | 1946 | 1954 |
| ---- | ---- | ---- | ---- | ---- | ---- | ---- | ---- | ---- |
| 230  | 230  | 219  | 176  | 190  | 172  | 167  | 129  | 130  |

| 1962 | 1968 | 1975 | 1982 | 1990 | 1999 | 2006 | 2011 | 2016 |
| ---- | ---- | ---- | ---- | ---- | ---- | ---- | ---- | ---- |
| 147  | 132  | 141  | 112  | 124  | 130  | 131  | 126  | 122  |

| 2021 | 2022 | - | - | - | - | - | - | - |
| ---- | ---- | - | - | - | - | - | - | - |
| 122  | 122  | - | - | - | - | - | - | - |

## Culture locale et patrimoine

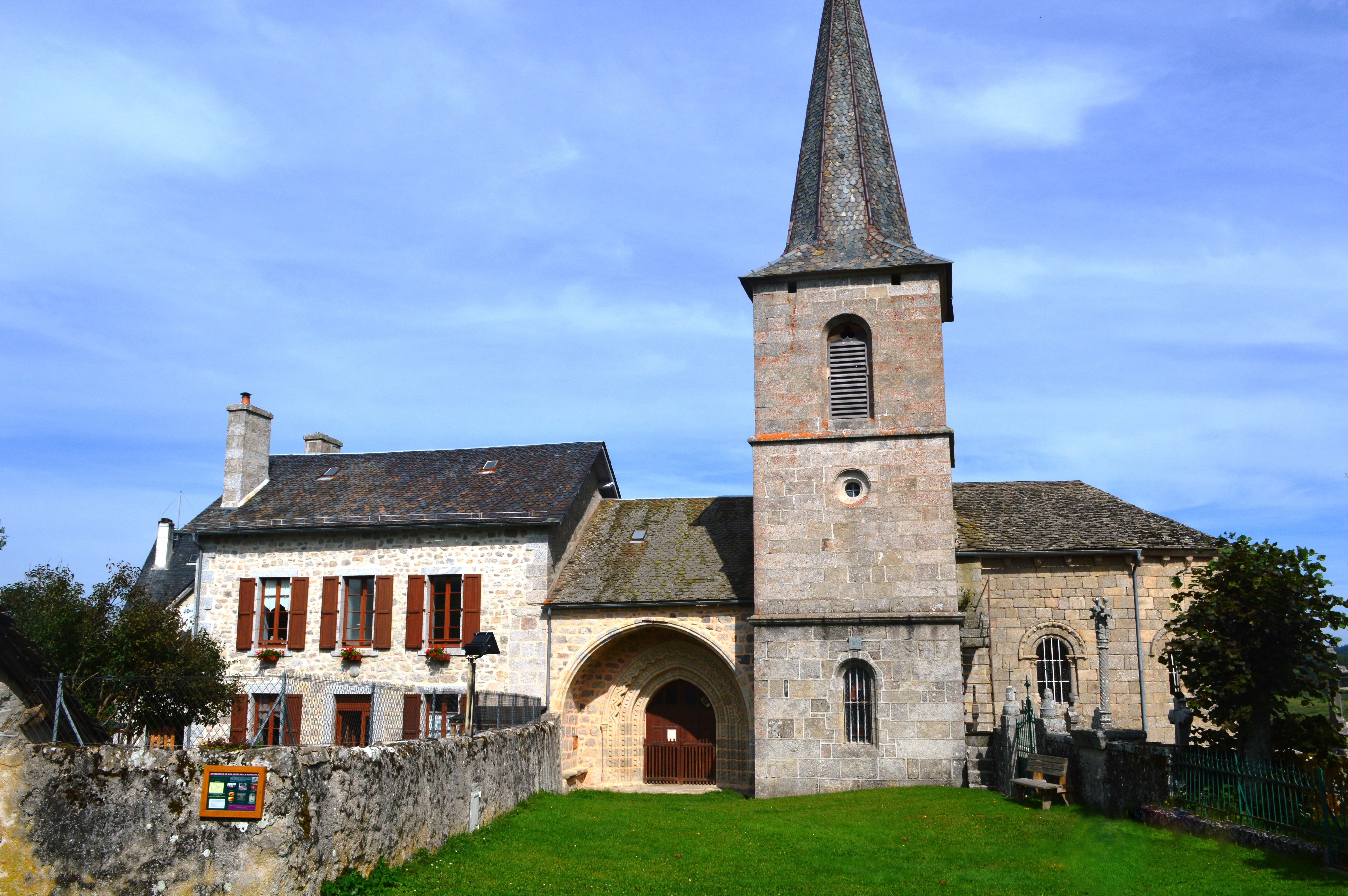
L'église Saint-Blaise.

### Lieux et monuments
- Église Saint-Blaise d'Anterrieux.
- Musée de la Résistance d'Anterrieux, relatant les événements survenus dans ce bourg et dans les villages attenants pendant l’été 1944[20].

### Personnalités liées à la commune
- John Hind Farmer

## Héraldique
| Blason à dessiner | Blason  | De sinople au chevron ondé d'argent accompagné en chef, à dextre, d'une croix de Lorraine d'or , à senestre d'une gerbe de blé d'or et en pointe de trois lis des jardins tigés et feuillés d'or, empoignés et liés de gueules. |
| Blason à dessiner | Détails | Le statut officiel du blason reste à déterminer. |